# Rose de Bourg
Rose de Bourg, née vers 1269 et morte après 1326, est une dame noble de Gascogne appartenant à la famille de Bourg. Fille et héritière de Guitard de Bourg, elle est mariée deux fois, très jeune, la première fois en 1283 avec Ayquelm Guilhem IV seigneur de Lesparre, puis en 1288 avec Amanieu VII d'Albret. 
Elle a au moins douze enfants, un fils né d'Ayquelm Guilhem IV de Lesparre, Ayquelm Guilhem V de Lesparre, et cinq fils et six filles nés d'Amanieu VII d'Albret, dont Bernard Ezi V d'Albret, Bérard Ier de Vayres et Mathe d'Albret.
Dame de Vertheuil et de Vayres, elle dispose de ses biens, qui passent pour l'essentiel dans la Maison d'Albret, notamment à son fils cadet, Bérard Ier de Vayres.

## Biographie

### Une héritière
Rose de Bourg est la fille aînée et héritière de Guitard de Bourg, seigneur de Vertheuil, et de Thomase Gombaud, dame de Vayres, elle-même fille et héritière de Raimond Gombaud seigneur de Vayres. Guitard de Bourg est maire de Bordeaux et lieutenant du sénéchal de Gascogne et laisse un héritage important à sa fille Rose,, qui est probablement née vers 1269. 
En effet, son mariage avec Ayquelm Guilhem IV de Lesparre est prévu par leurs pères respectifs, Sénebrun III seigneur de Lesparre et Guitard de Bourg seigneur de Vertheuil le 29 juillet 1269 : ils s'engagent à marier Rose à Ayquelm Guilhem dès qu'elle aura douze ans et dès qu'il en aura quatorze.    
Rose est finalement mariée un peu plus tard, mais précocement, comme la moyenne des filles de la noblesse de son époque.

### Premier mariage avec Ayquelm Guilhem IV de Lesparre
À l'âge de quatorze ans, le 14 mai 1283, Rose de Bourg épouse Ayquelm Guilhem IV seigneur de Lesparre. Elle apporte alors à son mari 500 livres bordelaises de dot et 100 livres de rente. Ce dernier lui fait don de 100 livres et assigne sa dot et son trousseau sur la seigneurie de Lesparre. Rose doit en recevoir les revenus jusqu'au remboursement de la dot et du trousseau. 
Ils ont un fils, Ayquelm Guilhem V, probablement né en 1284, mais son père, Ayquelm Guilhem IV, meurt vite, sans doute en 1286. Le 14 novembre 1287, Rose de Bourg fait rédiger un premier testament en faveur de son fils alors unique, Ayquelm Guilhem V de Lesparre.

### Remariage avec Amanieu VII d'Albret

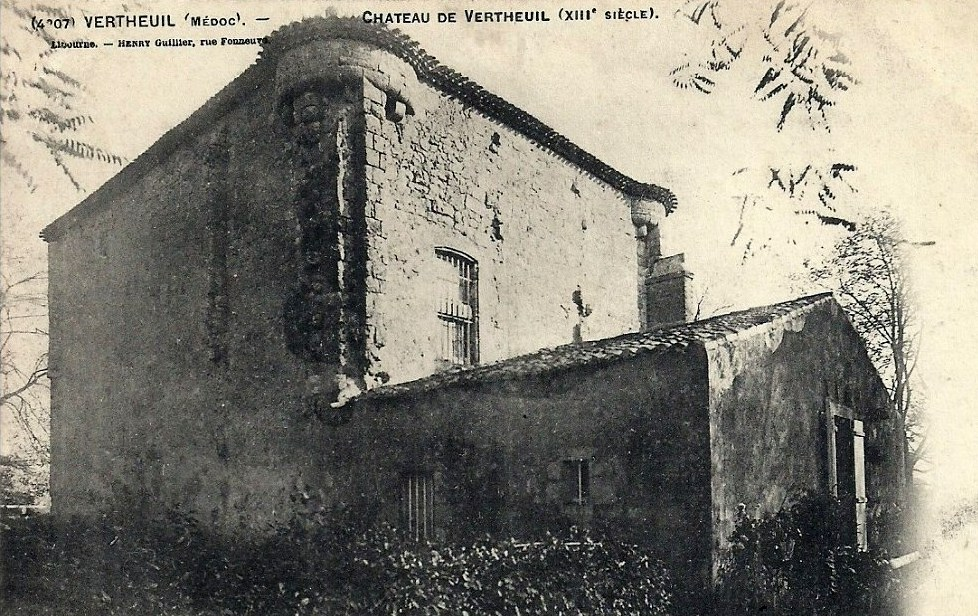
Château de Vertheuil. Carte postale du début du XXe siècle

En secondes noces, Rose de Bourg épouse Amanieu VII, seigneur d'Albret, le 15 janvier 1288. Elle a alors dix-neuf ans. Lors de ce mariage, Rose de Bourg apporte en dot les seigneuries de Vayres et de Vertheuil,. La tour de Vertheuil n'est pas mentionnée dans le contrat de mariage, quoiqu'elle semble dater du XIIe siècle. Le château de Vayres est cité dès 1091, alors probablement situé à l'intérieur du périmètre de l'édifice actuel, transformé ensuite par le fils de Rose, Bérard Ier de Vayres.
Elle apporte aussi 1 200 livres bordelaises de capital et 100 livres de rentes sur la seigneurie de Lesparre. Mais la seigneurie de Vayres est hypothéquée et Amanieu VII d'Albret en relève l'hypothèque, ce qui permet de s'en assurer la possession. Sur la seigneurie de Lesparre, Rose et Amanieu transigent avec le tuteur du fils de Rose, Ayquelm Guilhem V, et obtiennent un versement en espèce et une rente viagère de 100 livres annuelles pour Rose.
Rose de Bourg et Amanieu VII d'Albret ont au moins onze enfants :
- Amanieu (1288/1292-1309/1310)[Ma 7],
- Bernard Ezi V d'Albret[Ma 7] ;
- Arnaud Amanieu (avant 1298-1309), trésorier de l'église de Wells et archidiacre de Huntingdon[Ma 7] ;
- Guitard (1307/1308-1338), vicomte de Tartas[Ma 7] ;
- Bérard Ier de Vayres (av. 1305-1346) fondateur de la branche des Albret de Vayres, époux de Guiraude de Gironde[Ma 7],[3] ;
- Jeanne (av. 1298-av. 1307)[Ma 7] ;
- Mathe d'Albret[Ma 7] ;
- Jeanne (née av. 1306) épouse en 1320 Renaud IV de Pons seigneur de Ribérac[Ma 7] ;
- Thomase (1300/1305-1334/1341) épouse en 1319 Guilllaume Maingot seigneur de Surgères[Ma 7] ;
- Assaride (née 1303/1307) épouse en 1323 Raimond vicomte de Fronsac[Ma 7] ;
- Marquèse (née 1308/1309-av.1319)[Ma 7] ;

En 21 ans, avec Amanieu VII d'Albret, Rose a donc en moyenne un enfant tous les deux ans.

### Une dame noble et riche

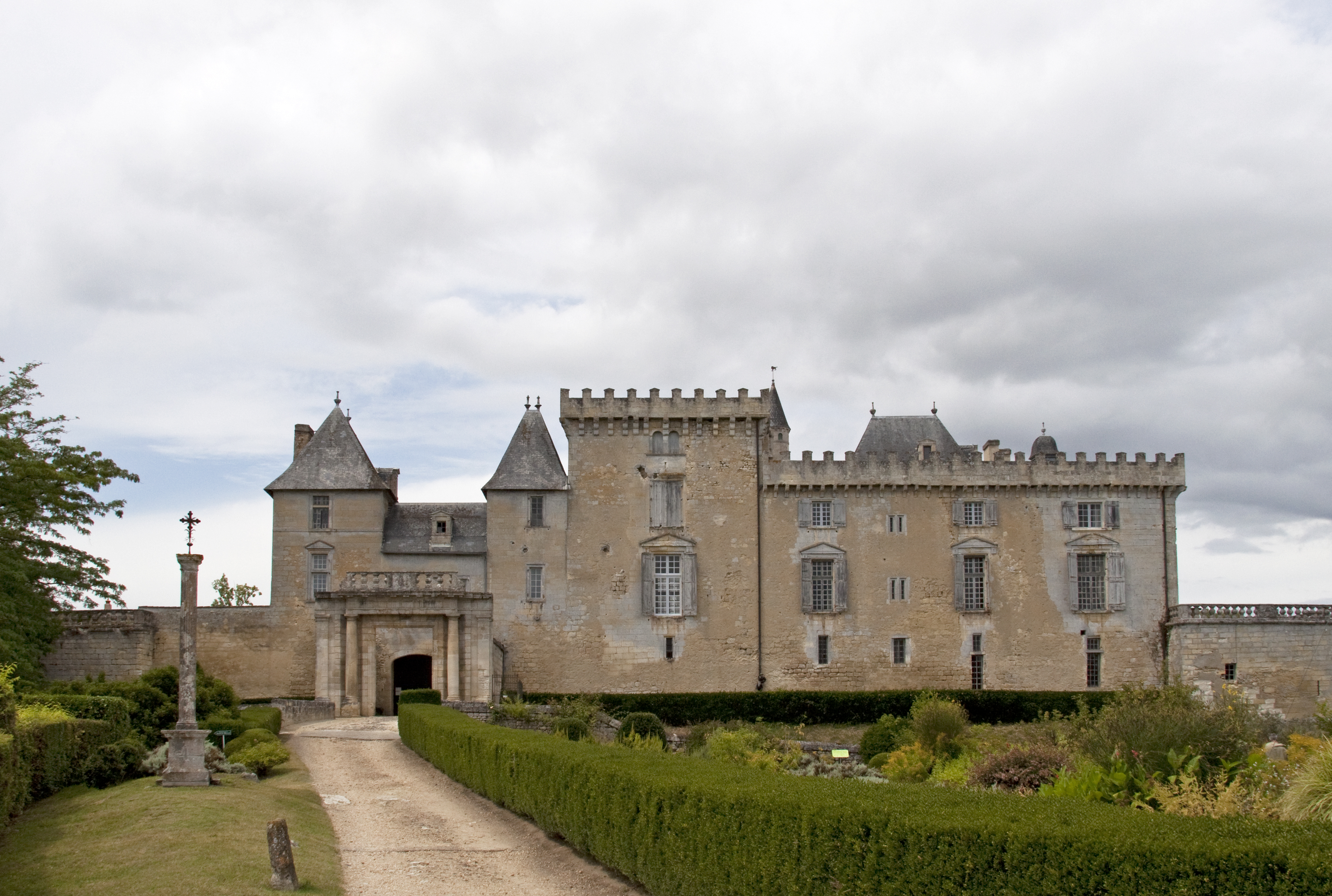
Château de Vayres

Rose de Bourg reste maîtresse de ses biens propres et autorise son mari Amanieu VII à les administrer. Elle fait rédiger un testament le 17 février 1298 et y fait ajouter un codicille le 25 mars 1307. La coutume de Bordelais, où sont situées ses seigneuries de Vayres et de Vertheuil, prévoit que les biens maternels doivent être partagés entre tous les enfants. C'est ce que fait Rose de Bourg dans son premier testament en 1298, mais ensuite, son mari obtient la renonciation de leurs filles à leur part d'héritage maternel, afin de conserver ces seigneuries dans la famille d'Albret. Lors de leurs mariages, il les dote en numéraire pour compenser.
C'est ainsi que, dans son testament suivant, en 1324, Rose lègue un huitième de ses biens à son fils aîné Ayquelm Guilhem V de Lesparre et fait de son fils le plus jeune, Bérard, son héritier pour le reste. Les sœurs de ce dernier renoncent à leur part et leurs frères aînés, Bernard Ezi V et Guitard, reçoivent l'héritage paternel pour le premier et la vicomté de Tartas pour le second. Seigneur de Vertheuil et de Vayres, en Bordelais, Bérard choisit logiquement le camp du roi d'Angleterre, qui est son suzerain, lors de la guerre de Saint-Sardos, trahissant ainsi son père. Toutefois, cette trahison permet à Bérard de préserver les biens de sa mère et de  conserver à la famille d'Albret les seigneuries de Vayres et de Vertheuil. Après cette guerre, Rose modifie en 1326 les dispositions prévues : elle laisse Vayres et Marcamps à Bérard et donne la seigneurie de Vertheuil à Guitard.
Dans ses testaments, Amanieu VII institue son épouse Rose tutrice de leurs enfants et lui confie la responsabilité de la gestion de leurs biens, tant qu'elle ne se remarie pas. Il lui lègue la terre de Castelnau-de-Cernès (dans la commune actuelle de Saint-Léger de Balson) puis celle de Casteljaloux. Rose de Bourg vit entourée de jeunes filles qui sont à son service. Certaines sont couchées sur son testament de 1324.

### Des legs pieux
Dans ses testaments, elle fait des legs aux franciscains, comme les autres membres de la Maison d'Albret, qui leur voue une dévotion particulière. Elle prévoit l'établissement d'une chapellenie dans le couvent franciscain à Casteljaloux et fait des dons à certains frères mineurs en particulier. Elle fait aussi des legs aux couvents de dominicains et à la collégiale Notre-Dame d'Uzeste, ainsi qu'à différents hôpitaux. Elle dote également l'église de Vertheuil, où était enterré son père. Elle consacre 2 500 livres au financement de messes et de prières dites pour son âme. Elle demande à son fils Bernard Ezi V d'effectuer un pèlerinage à Saint-Jacques de Compostelle, ce que ce dernier ne fera pas mais remettra à ses propres enfants.
Son dernier testament date de 1326. Elle y précise qu'elle souhaite être enterrée, comme beaucoup de membres de la maison d'Albret, dans le couvent des franciscains de Casteljaloux. Elle meurt vers l'âge de 57 ans.